# Colón megye (Córdoba)
Colón egy megye Argentína Córdoba tartományában. A megye székhelye Jesús María.

## Települések
A megye a következő nagyobb településekből (Localidades) áll:
- Agua de Oro
- Colonia Caroya
- Colonia Tirolesa
- Estación Juárez Celman
- Jesús María
- La Calera
- La Granja
- Malvinas Argentinas
- Mendiolaza
- Río Ceballos
- Saldán
- Salsipuedes
- Unquillo
- Villa Allende

Kisebb települései (Parajes):